# Hugh Bonneville
Hugh Richard Bonneville Williams (Londen, 10 november 1963) is een Engels toneel-, film-, televisie- en radio-acteur.
Bonneville is opgeleid aan de Sherborne School, een onafhankelijke school in Sherborne, Dorset, in het zuidwesten van Engeland, gevolgd door een theologie-opleiding aan het Corpus Christi College van de Universiteit van Cambridge, en daarna de Webber Douglas Academy of Dramatic Art in Londen, waar hij werd opgeleid voor het toneel. Hugh is ook een oud-student van The National Youth Theatre. Hij spreekt vloeiend Frans.
Bonneville's eerste podiumverschijning was in het Open Air Theatre, in Regent's Park. In 1987 trad hij toe tot het National Theatre, waar hij in verscheidene toneelstukken speelde, daarna in de Royal Shakespeare Company in 1991, waar hij Laertes speelde in Kenneth Branaghs Hamlet (1992 - 1993). Hij speelde ook Valentine in The Two Gentlemen of Verona, Bergetto in John Fords 'Tis Pity She's a Whore, Kastril en later Surly in The Alchemist.
Hij maakte zijn televisiedebuut in 1991, aangekondigd als Richard Bonneville. Men zegt dat hij zijn beste prestatie tot nu toe leverde als de jonge John Bayley tegenover Kate Winslet in Iris (2001). In de internationaal succesvolle dramaserie Downton Abbey speelt hij de vader des huizes Robert Crawley, Earl of Grantham.

## Filmografie
| Jaar | Film                                                          | Rol                               | Bijzonderheden |
| ---- | ------------------------------------------------------------- | --------------------------------- | --- |
| 1990 | Chancer                                                       | Jas                               | tv- serie (2 afleveringen) |
| 1991 | Dodgem                                                        | Rick Bayne                        | tv-serie (5 afleveringen) |
| 1993 | Paul Merton: The Series                                       | Captain                           | tv-serie (1 aflevering) |
| 1993 | Stalag Luft                                                   | Barton                            | tv-film |
| 1994 | The Memoirs of Sherlock Holmes                                | Victor Savage                     | tv-serie (1 aflevering: The Dying Detective) |
| 1994 | Peak Practice                                                 | Dominic Kent                      | tv-serie (1 aflevering: Perfect Love) |
| 1994 | Cadfael                                                       | Daniel Aurifaber                  | tv-serie (1 aflevering: The Sanctuary Sparrow) |
| 1994 | Frankenstein                                                  | Schiller                          | |
| 1994 | Between the Lines                                             | Henry Oakes                       | tv-serie (1 aflevering: Close Protection) |
| 1995 | The Imaginatively Titled Punt and Dennis Show                 |                                   | tv-serie (1 aflevering) |
| 1995 | The Vet                                                       | Alan Sinclair                     | tv-serie (6 afleveringen) |
| 1995 | EastEnders                                                    | Headmaster                        | tv-serie (1 aflevering: 14 December 1995) |
| 1996 | Married for Life                                              | Steve Hollingsworth               | tv-serie (7 afleveringen) |
| 1996 | Bugs                                                          | Nathan Pym                        | tv-serie (1 aflevering: Bugged Wheat) |
| 1997 | Breakout                                                      | Peter Schneider                   | tv-film |
| 1997 | See You Friday                                                | Daniel                            | tv-serie (1 aflevering) |
| 1997 | The Man Who Made Husbands Jealous                             | Ferdinand Fitzgerald              | tv-mini-serie (1 aflevering) |
| 1997 | Get Well Soon                                                 | Norman Tucker                     | tv-serie (4 afleveringen) |
| 1997 | Tomorrow Never Dies                                           | Air Warfare Officer - HMS Bedford | James Bondfilm |
| 1998 | Heat of the Sun                                               | Reverend Edward Herbert           | tv-serie (1 aflevering: Hide in Plain Sight) |
| 1998 | Mosley                                                        | Robert Boothby                    | tv-serie (4 afleveringen) |
| 1998 | The Scold's Bridle                                            | Tim Duggan                        | tv-film |
| 1998 | Holding the Baby                                              | Gordon Muir                       | tv-serie (Serie 2) |
| 1999 | Murder Most Horrid                                            | Inspector Dawson                  | tv-serie (1 aflevering: Confessions of a Murderer) |
| 1999 | Notting Hill                                                  | Bernie                            | |
| 1999 | Mansfield Park                                                | Mr. Rushworth                     | |
| 2000 | Thursday the 12th                                             | Brin Hopper                       | tv-film |
| 2000 | Madame Bovary                                                 | Charles Bovary                    | tv-film |
| 2000 | Take a Girl Like You                                          | Julian Ormerod                    | tv-serie |
| 2001 | Hans Christian Andersen: My Life as a Fairytale               | Publisher                         | tv-film |
| 2001 | Blow Dry                                                      | Louis                             | |
| 2001 | High Heels and Low Lifes                                      | Farmer                            | |
| 2001 | The Cazalets                                                  | Hugh Cazalet                      | tv-serie (6 afleveringen) |
| 2001 | The Emperor's New Clothes                                     | Bertrand                          | |
| 2001 | Armadillo                                                     | Torquil Helvoir Jayne             | tv-serie |
| 2001 | Iris                                                          | Schrijver John Bayley             | Berlin International Film Festival Award for New Talent Nominated BAFTA Film Award for Best Performance by an Actor in a Supporting Role Nominated: European Film Award for Best Actor |
| 2002 | Impact                                                        | Phil Epson                        | tv-film |
| 2002 | The Gathering Storm                                           | Ivo Pettifer                      | tv-film |
| 2002 | Right Under My Eyes                                           | James                             | tv-film |
| 2002 | The Biographer                                                | Eric                              | tv-film |
| 2002 | Midsomer Murders                                              | Hugh Barton                       | tv-serie (1 aflevering: Ring Out Your Dead) |
| 2002 | Tipping the Velvet                                            | Ralph Banner                      | tv-serie |
| 2002 | Doctor Zhivago                                                | Andrey Zhivago                    | miniserie |
| 2002 | Daniel Deronda                                                | Henleigh Grandcourt               | tv-film |
| 2003 | The Commander                                                 | James Lampton                     | tv-film |
| 2003 | Conspiracy of Silence                                         | Fr. Jack Dowling                  | |
| 2003 | Love Again                                                    | Philip Larkin                     | tv-film |
| 2003 | Hear the Silence                                              | Dr. Andrew Wakefield              | tv-film |
| 2004 | Piccadilly Jim                                                | Lord Wisbeach                     | |
| 2004 | Wren: The Man Who Built Britain                               | Christopher Wren                  | tv-documentaire |
| 2004 | Stage Beauty                                                  | Samuel Pepys                      | |
| 2005 | The Commander                                                 | James Lampton                     | (aflevering Virus) |
| 2005 | The Commander                                                 | James Lampton                     | (aflevering The wrong man) |
| 2005 | The Rotter's Club                                             | Stem van Adult Ben                | tv-serie |
| 2005 | Man to Man                                                    | Fraser McBride                    | |
| 2005 | Asylum                                                        | Max Raphael                       | |
| 2005 | The Robinsons                                                 | George Robinson                   | tv-serie (6 afleveringen) |
| 2005 | Underclassman                                                 | Headmaster Felix Powers           | |
| 2006 | Beau Brumme: This Charming Man                                | Prince Regent                     | tv-film |
| 2006 | Courting Alex                                                 | Julian/Charles Carter             | tv-serie (10 afleveringen) |
| 2006 | Scenes of a Sexual Nature                                     | Gerry                             | |
| 2006 | Tsunami: The Aftermath                                        | Tony Whittaker                    | tv-film |
| 2007 | Four Last Songs                                               | Sebastian Burrows                 | |
| 2007 | The Diary of a Nobody                                         | Pooter                            | tv-film |
| 2007 | The Vicar of Dibley                                           | Jeremy Ogilvy                     | tv-serie (1 aflevering: The Vicar in White) |
| 2007 | Five Days                                                     | DSI Iain Barclay                  | tv-serie (4 afleveringen) |
| 2007 | Miss Austen Regrets                                           | Rev. Brook Bridges                | tv-film |
| 2007 | Hola to the World                                             | Painter                           | short |
| 2007 | The Replacements                                              | Stem                              | tv-serie (1 aflevering: London Calling) |
| 2007 | Freezing                                                      | Matt                              | tv-serie (3 afleveringen: 2007-2008) |
| 2008 | Filth: The Mary Whitehouse Story                              | Sir Hugh Carleton Greene          | tv-film |
| 2008 | Bonekickers                                                   | Gregory Parton                    | tv-serie (6 afleveringen) |
| 2008 | Lost in Austen                                                | Mr. Bennett                       | tv-mini-serie (4 afleveringen) |
| 2008 | One of Those Days                                             | Mr. Burrell                       | short |
| 2008 | French Film                                                   | Jed                               | Jurie Prijs - Beste Acteur |
| 2008 | Country House Rescue                                          | Verteller                         | tv-serie (6 afleveringen: 2008-2009) |
| 2009 | Knife Edge                                                    | Charles Pollock                   | |
| 2009 | Hunter                                                        | DSI Iain Barclay                  | tv-mini-serie (2 afleveringen) |
| 2009 | Glorious 39                                                   | Gilbert                           | |
| 2009 | From Time to Time                                             | Captain Oldknow                   | |
| 2009 | Ruth Watson's Hotel Rescue                                    | Verteller                         | tv-serie (6 afleveringen) |
| 2009 | Country House Rescue Revisited                                | Verteller                         | tv-serie (3 afleveringen: 2009) |
| 2010 | Legally Mad                                                   | Gordon Hamm                       | tv-film |
| 2010 | Critical Eye                                                  | Brian                             | |
| 2010 | Ben Hur                                                       | Pontius Pilate                    | tv-mini-serie (2 afleveringen) |
| 2010 | Shanghai                                                      | Ben Sanger                        | |
| 2010 | Third Star                                                    | Beachcomber                       | |
| 2010 | Agatha Christie's Poirot                                      | Edward Masterman                  | tv-serie (1 aflevering: Murder on the Orient Express) |
| 2010 | The Silence                                                   | Chris                             | tv-series (4 episodes) |
| 2010 | Rev                                                           | Roland Wise                       | tv-serie (1 aflevering) |
| 2010 | Burke and Hare                                                | Lord Harrington                   | |
| 2010 | Downton Abbey                                                 | Robert Crawley, Earl of Grantham  | tv-serie (52 afleveringen) |
| 2010 | Hippie Hippie Shake                                           | John Mortimer                     | completed |
| 2010 | Country House Rescue                                          | Verteller                         | tv-serie (8 afleveringen: 2010) |
| 2011 | Agatha Christie's Marple The Mirror Crack'd from Side to Side | Inspecteur Hewitt                 | tv-film |
| 2011 | Twenty Twelve                                                 | Ian Fletcher                      | tv-serie |
| 2011 | Doctor Who                                                    | Captain Avery                     | tv-serie (2 afleveringen: The Curse of the Black Spot en A Good Man Goes to War) |
| 2011 | Country House Rescue                                          | Verteller                         | tv-serie (7 afleveringen: 2011) |
| 2014 | The Monuments Men                                             | Donald Jeffries                   | |
| 2014 | Paddington                                                    | Henry Brown                       | |
| 2017 | Breathe                                                       | Teddy Hall                        | |
| 2017 | Paddington 2                                                  | Henry Brown                       | |
| 2019 | Downton Abbey (film)                                          | Robert Crawley, Earl of Grantham  | |
| 2020 | Jingle Jangle: A Christmas Journey                            | Bankier Mr. Delacroix             | |
| 2022 | Downton Abbey: A New Era                                      | Robert Crawley, Earl of Grantham  | |
| 2024 | Paddington in Peru                                            | Henry Brown                       | |